# برونو فوشه
برونو فوشه (زادهٔ ۳ اکتبر ۱۹۶۰ در الجزایر) دیپلمات اهل فرانسه سفیر فرانسه در چاد از سال ۲۰۰۶ تا ۲۰۱۰ بود و سپس سفیر فرانسه در ایران از سال ۲۰۱۱ تا ۲۰۱۶، وی همچنین رئیس انستیتو فرانسه از سال ۲۰۱۶ تا ۲۰۱۷ نیز بوده، از سال ۲۰۱۷ به عنوان سفیر فرانسه در لبنان حضور دارد.